# Могот (река)
Могот — река в России, протекающая по Тындинскому району Амурской области, правый приток реки Гилюй. Длина реки — 110 км, площадь водосборного бассейна — 2260 км². 
Исток реки находится на Становом хребте на высоте около 1000 м над уровнем моря. В верховьях течёт на юго-запад в межгорной долине до впадения реки Лапри, после чего направление меняется на южное. Немного выше впадения Лапри через Могот  перекинут железнодорожный мост на Амуро-Якутской железнодорожной магистрали. Эта магистраль проходит вдоль левого берега реки вплоть до устья. На некотором отдалении вдоль правого берега реки проходит Федеральная автомобильная дорога А360 «Лена». В среднем и нижнем течении русло реки весьма заболочено. Впадает в Гилюй на отметке ниже 508 м над уровнем моря в 388 км от его устья, выше впадения Тынды. Ширина в нижнем течении — 55 м при глубине 0,8 м, скорость течения в низовьях — 0,8 м/с. Посёлок Могот расположен на левом берегу. 

## Основные притоки
Указаны поименованные притоки длиной 30 км и более
| Название      | Расстояние от устья | Длина | Положение |
| ------------- | ------------------- | ----- | --------- |
| Лапри         | 60                  | 46    | правый    |
| Средний Могот | 80                  | 47    | левый     |

## Данные водного реестра
По данным государственного водного реестра России и геоинформационной системы водохозяйственного районирования территории РФ, подготовленной Федеральным агентством водных ресурсов:
- Бассейновый округ — Амурский
- Речной бассейн — Амур
- Речной подбассейн — Зея
- Водохозяйственный участок — Зея от истока до Зейского гидроузла
- Код водного объекта — 20030400112118100028280